# Містифікації прапора України

Одне з завдань прихильників містифікації — розташування кольорів прапору в цій послідовності

Містифікації прапора України, або міфи про жовто-блакитний прапор України — сукупність спекулятивної інформації, припущень, вимог, науково необґрунтованих тверджень про необхідність перевертання державного прапору України навпаки, на жовто-блакитне (жовто-синє) розташування кольорів смуг. Також твердження про його «шведське» чи «австрійське походження», «невідповідність феншую» чи «законам геральдики».
Прибічники міфів ставлять за мету зміну розташування кольорів державного прапора України, з синьо-жовтої на жовто-блакитну основу.

## Виникнення
Виникнення містифікацій пов'язують з відсутністю юридичного нормування порядку смуг на прапорі до його офіційного затвердження 1918 року, а також зі спробами ревізувати офіційні узаконення синьо-жовтого прапора Української Народної Республіки, Української Держави Павла Скоропадського, ЗУНР, Карпатської України та сучасної України.
Активно використовуються в політичних технологіях для розпалювання конфліктів в українському суспільстві.
2007 року позафракційний депутат Олег Антіпов подав на розгляд колег законопроєкт, у якому запропонував поміняти місцями смуги на прапорі. У пояснювальній записці він апелював до китайських національних учень і стверджував, що синьо-жовтий прапор проголошує «панування „Закону занепаду“». У підсумку даний законопроєкт був відкликаний.
У фільмі «У пошуках Істини — Таємний код Прапора України» 2008 року ведучий В'ячеслав Гармаш озвучував основні містифікації прихильників цієї думки.
Серед прихильників розташування кольорів псевдонауковець Ігор Каганець. Проте він вважає, що для постіндустріальної України треба не перевернути сучасний прапор, а повністю замінити

## Основні містифікації

### Історична містифікація

#### Ілюстративні матеріали та стрічки

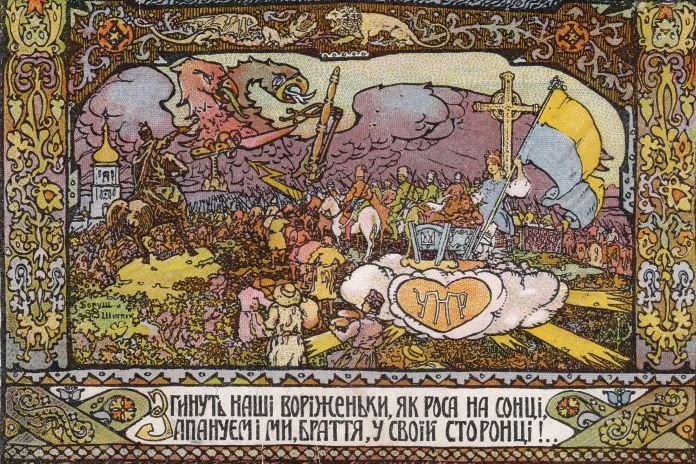
Жовто-синій прапор на плакаті художника Богуша Шіппіга (1917)

Одним зі складових міфу є малюнки з жовто-блакитним прапором.
Публічна дискусія на сторінках львівських і київських часописів у 1911—1912 роках довела історичну традицію синьої та жовтої барв не лише на Галичині, але й на Наддніпрянщині. Фактично, ці публікації припинили будь-які дискусії про те, які кольори слід вважати національними для українців, але в них не робилося навіть спроб встановити порядок барв — яка з них верхня, а яка нижня. На практиці кольорові ілюстративні матеріали (листівки, плакати) та різні прапори й стрічки з написами першої половини XX століття засвідчили, що використовувалися обидва варіанти.
Для порівняння, поляки на той час також використовували біло-червоні та червоно-білі прапори. Лише затвердження 1919 року біло-червоного прапора на державному рівні остаточно вирішило це питання.

#### Прапор Української Народної Республіки

Прапор флоту УНР 14 січня — 16 липня 1918 року

Ця складова міту полягає в тому, що прапор Української Народної Республіки, прийнятий за ініціативною Михайла Грушевського, начебто був перевернутий гетьманом Павлом Скоропадським під час Української Держави.
У деяких публікаціях подавалося, що 22 березня 1918 року був затверджений закон про жовто-блакитний прапор.[джерело?] Однак ні в протоколах засідання, ні у звітах про це нічого не згадується, бо таке питання взагалі не порушувалося. Насправді Михайло Грушевський виніс тоді на розгляд Малої Ради проєкти зображень герба й печатки, виконані Василем Кричевським.

Окрім того вже 14 січня (27 січня) 1918 року Центральна Рада на засіданні під головуванням Михайла Грушевського затвердила тимчасовий закон про флот УНР, у якому визначалося:
|  | 2. Прапором української військової фльоти є полотнище о двох – блакитному і жовтому кольорах. У кряжі блакитного кольору історичний золотий тризубець з білим внутрішнім полем у ньому. 3. Прапором Української торговельної фльоти є полотнище о двох – блакитному і жовтому кольорах. |

Військово-морський прапор Українського державного флоту, від 16 липня 1918 року

16 липня 1918 року гетьман Скоропадський затвердив малюнок нового військового прапора Української держави, оголошений наказом по морському відомству від 18 липня за ч. 192/44:
|  | Білий прапор з рівним синім хрестом, який ділить прапор на 4 рівних частини. Ширина хреста 1/11 всієї довжини прапору. Відступивши на 1/8 ширини хреста проходить коло нього такої ж ширини (теж 1/8 ширини хреста) синя смужка, крім тих його боків, які прилягають до крижа. В крижі ж теж відступивши на 1/8 ширини хреста від його боків міститься національний прапор Держави (складений з блакитної і жовтої горизонтальних смуг), У центрі якого міститься золота печатка Св. Володимира такої ж ширини як хрест і в 1½ раза вища своєї ширини. Прапор шиється з матерії відповідного кольору, а печатка малюється бронзовою фарбою. |

Тож стає зрозумілим, що гетьман Скоропадський, за правління якого залишалися в обігу банкноти з написом «Українська Народня Республіка» та прийнятий Центральною Радою герб, ніяких «переворотів з ніг на голову» для прапора не робив.

#### Світлини

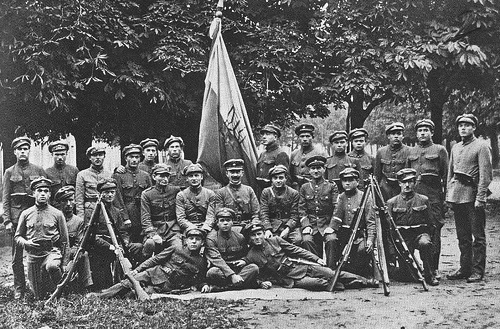
Солдати Української Галицької армії з прапором — золотий тризуб такого ж кольору, що й нижня барва

Часто на старих кіно- та фотодокументах, з огляду на специфіку передачі старими несенсибілізованими фотоматеріалами синього, блакитного та жовтого кольорів у чорно-білому зображенні, жовта барва виглядає темнішою від блакитної, що вводить в оману сучасного глядача. Дійсний порядок кольорів також визначається завдяки світлинам прапорів із тризубом або галицьким левом: ці елементи традиційно зображуються в жовтих барвах і збігаються за кольором з нижньою смугою прапора (див. у посиланнях).

### Геральдична містифікація
Український прапор суперечить центрально-європейській вексилологічній традиції, заснованій на геральдиці. Згідно з цією традицією, верхня смуга прапора держави (королівства, князівства, республіки тощо) має колір гербової фігури державного герба, нижня смуга — колір щита. Наприклад, біло-червоний прапор Польщі, гербом якої є білий орел на червоному тлі, або чорно-червоно-жовтий прапор Німеччини, гербом якої є чорний орел із червоним озброєнням на золотому щиті.

Прапор Польщі
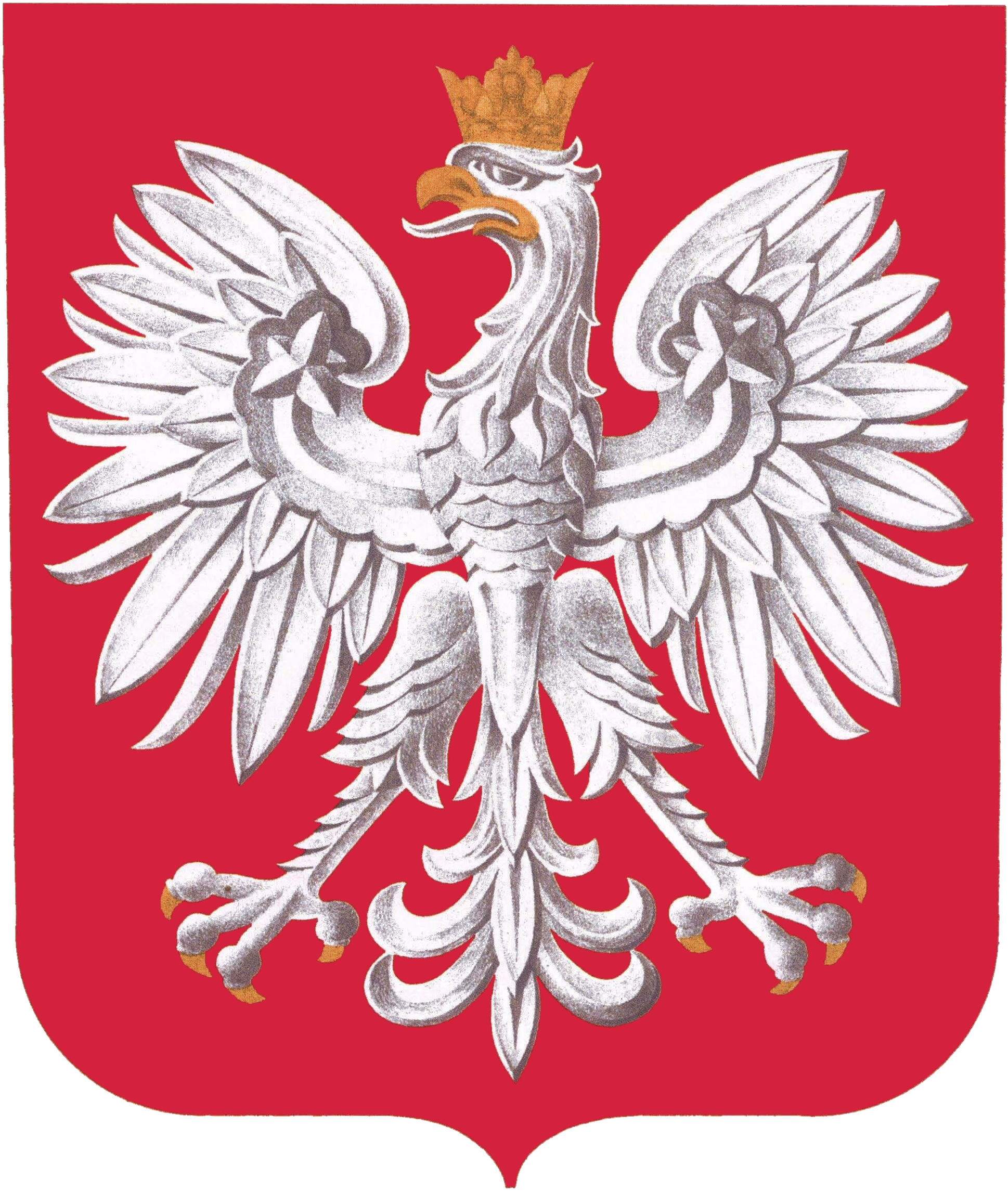
Герб Польщі
Прапор Німеччини
Герб Німеччини
Прапор Богемії
Герб Богемії

Насправді ж геральдика вивчає й регулює норми складання гербів. А прапори створювалися за різними принципами, без якихось жорстких норм, іноді без жодного зв'язку з гербами, що й призвело до появи в середині ХХ століття окремої спеціальної історичної дисципліни вексилології. Тому говорити про такі «правила геральдики» зовсім безпідставно.. Наприклад, прапори Угорщини, Румунії мають гербові фарби, але порядок використання цих кольорів суперечить польським чи німецьким взірцям.

Прапор Литви
Герб Литви
Прапор Угорщини
Герб Угорщини
Прапор Румунії
Герб Румунії

### Китайська містифікація

Прапор Південної Кореї створений на основі китайської геомантики

Буддистський прапор

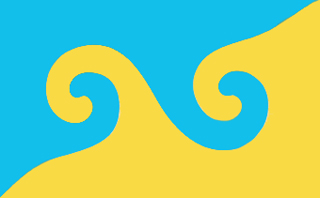
Прапор Карма Каг'ю

Розташування смуг українського прапору нібито має погану енергетику. Цей міф пов'язаний з історією про китайську художницю Мао Мао, яка під час відвідин президентом Кравчуком виставки в «Будинку вчених» начебто вмовляла останнього змінити порядок смуг на прапорі України, мотивуючи своє прохання тим, що синя й жовта смуги на прапорі України утворюють, згідно з «Книгою змін», гексаграму «Пі» (否, pǐ, , «небо над землею»), що віщує лихо й занепад молодій державі, а гекскаграма «Тай» (泰, tài, , «земля над небом») уособлює розквіт.
Фен-шуй — це система китайських вірувань у цілісність Усесвіту, китайська геомантія. Натомість «Книга змін» — це перша з п'яти книг конфуціанського канону (на якому базується китайська натурфілософія) і присвячена ворожінню. Для тлумачення використовуються магічні символи — триграми та гексаграми.
Китайські вірування й конфуціанство ж не мають жодного відношення до українських традицій, а фен-шуй і «Книга змін» не мають жодного стосунку до вексилології та принципів створення європейських прапорів.

### Псевдонорматива містифікація
Вона ґрунтується на тому, що «перевернуті» прапори вживаються в межах протестної дії або у випадку небезпеки держави.
Перевернутий Прапор Сполучених Штатів використовується американськими антиімперіалістичними рухами. У Кодексі прапора Сполучених Штатів ж указано, що прапор забороняється виставляти догори дриґом, за винятком подачі сигналу лиха.
Прапор Філіппін має унікальну затверджену функцію — його перевертають у випадку війни.
Проте жодних міжнародних прапорових норм про перекинуті прапори немає.

### Поширення містифікацій
В Україні періодично порушують питання порядку кольорів на прапорі, закликаючи «перевернути» його. Зокрема, ця тема набула відносно більшого поширення під час Революції гідности, коли деякі громадські організації та звичайні громадяни використовували саме жовто-сині прапори.

## Реакція науковців

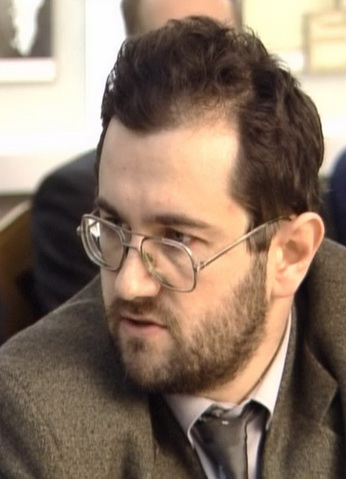
Андрій Гречило

У відповідь на поширеність даної проблеми в серпні 2014 року історики-дослідники цієї теми та низка інших науковців опублікували відкритого листа із осудом подібних дій, вказавши на їхню безпідставність і назвавши «провокаціями». Активну позицію щодо захисту синьо-жовтого прапору від даних мітів займає доктор історичних наук Андрій Гречило. Також категоричним був український художник і геральдист Олексій Руденко: